# Comté d'Ogle
Le comté d'Ogle est un comté situé dans l'État de l'Illinois, aux États-Unis. En 2000, sa population est de 51 032 habitants. Son siège est Oregon.